# Katie Saylor
Pour les articles homonymes, voir Saylor.
Katie Saylor, née le 23 octobre 1951, est une actrice américaine, principalement connue pour son rôle de Liana dans la série télévisée Le Voyage extraordinaire.

## Biographie
Née au Connecticut, Sailor est adoptée bébé par le créateur de mode Larry Aldrich.

## Filmographie
Sauf indication contraire, les informations mentionnées dans cette section peuvent être confirmées par la base de données cinématographiques IMDb,  présente dans la section « Liens externes ».

### Cinéma
- 1973 : L'Invasion des femmes abeilles (The Invasion of the Bee Girls) de Denis Sanders : Gretchen Grubowsky
- 1974 : Dirty O'Neil (en) de Leon Capetanos et Lewis Teague : Vera
- 1975 : The Swinging Barmaids (en) de Gus Trikonis : Susie
- 1977 : Supervan (en) de Lamar Card : Karen Trenton

### Télévision

#### Séries télévisées
- 1973 : Police Story : Girl (saison 1, épisode 1)
- 1973 : Sur la piste du crime (The F.B.I.) : ? (saison 9, épisode 11)
- 1975 : Cannon : Ellen Marks (saison 5, épisode 12)
- 1977 : Le Voyage extraordinaire (The Fantastic Journey) : Liana (10 épisodes)

#### Téléfilm
- 1974 : Men of the Dragon de Harry Falk : Lisa Kimbro